# Baliwowie Guernsey
Lista baliwów Guernsey

## XIII wiek
- Hugh de Trubleville, (1270–1277)
- Guillaume de St Remi, (1278–1281)
- Renault de Ashwell, (1282–1287)
- Guillaume de St Remi, (1288–1291)
- Guillaume de St Remi, (1292–1296)
- Nicholas de Cheney, (1297)
- Pierre Le Marchant, (1298)
- Radulphus de Gand, (1299)

## XIV wiek
- Robert Comberwell, (1300)
- Radulph de Haverland, (1301)
- John de Newent, (1302)
- Radulphus Gaultier, (1303)
- Pierre Le Marchant, (1304)
- Massey de la Court, (1305–1309)
- James de Vinchelez, (1310)
- Robert Le Gay, (1311–1312)
- Gaultier de la Hogue, (1313–1314)
- Massey de la Court, (1315–1316)
- Pierre Le Marchant, (1317)
- Massey de la Court, (1318)
- Robert Le Gay, (1319)
- Radulphus Gaultier, (1320)
- John Le Marchant, (1321)
- James de Vinchelez, (1322)
- William Le Petit, (1323)
- Guillaume de Souslemont, (1324)
- William Le Petit, (1325)
- Pierre de Garis, (1326)
- Henry de St Martin, (1327)
- Radulphus Le Gay, (1328)
- Radulphus Cokerel, (1329)
- Geoffrey de la Hogue, (1330)
- Thomas d'Esterfield, (1331)
- Radulphus Le Gay, (1332–1339)
- Jean de la Lande (1340–1346)
- Jean de la Lande (1347–1356)
- John Le Marchant (1357–1383)
- John Nicholas (1384–1386)
- Gervais de Clermont (1387–1411)

## XV wiek
- James Cocquerel (1412–1432)
- Thomas de la Court (1433–1445)
- John Henry (1446–1447)
- Guillaume Cartier (1447–1465)
- Thomas de la Court (1466–1469)
- Pierre de Beauvoir (1470–1479)
- Edmund de Cheney (1480–1481)
- Nicholas Fouaschin (1481–1482)
- John Blondel (1483–1498)
- John Martin (1499–1510)

## XVI wiek
- James Guille (1511–1537)
- Thomas Compton (1538–1544)
- John Haryvell (1545–1549)
- Hellier Gosselin (1549–1562)
- Thomas Compton (1562–1570)
- Guillaume de Beauvoir (1571–1581)
- Thomas Wigmore (1581–1588)
- Louis de Vic (1588–1600)

## XVII wiek
- Amice de Carteret (1601–1631)
- Jean de Quetteville (1631–1643)
- Pierre de Beauvoir (1644–1651, 1652–1653, 1656–1660)
- Amias Andros (1661–1674)
- Edmund Andros (1674–1713)

## XVIII wiek
- Jean de Sausmarez (1714–1728)
- Josué Le Marchant (1728–1751)
- Eleazar Le Marchant (1752–1758)
- Samuel Bonamy (1758–1771)
- William Le Marchant (1771–1800)

## XIX wiek
- Robert Porrett Le Marchant (1800–1810)
- Peter De Havilland (1810–1821)
- Daniel De Lisle Brock (1821–1843)
- Jean Guille (1843–1845)
- Peter Stafford Carey (1845–1883)
- John de Havilland Utermarck (1883–1884)
- Edgar McCulloch (1884–1895)
- Thomas Godfrey Carey (1895–1902)

## XX wiek
- Henry Alexander Giffard (1902–1908)
- William Carey (1908–1915)
- Edward Chepmell Ozanne (1915–1922)
- Havilland Walter de Sausmarez (1922–1929)
- Arthur William Bell (1929–1935)
- Victor Gosselin Carey (1935–1946)
- Ambrose Sherwill (1946–1959)
- William Arnold (1959–1973)
- John Loveridge (1973–1982)
- Charles Frossard (1982–1992)
- Graham Martyn Dorey (1992–1999)
- de Vic Carey (1999–2005)

## XXI wiek
- Geoffrey Rowland (2005–2012)
- Richard Collas (2012–2020)
- Richard McMahon(inne języki) (2020–)[1]